# Kinder- und Jugendprogramm
Kinderprogramm und Jugendprogramm nennt man im medialen Bereich eine Sendung, oder einen Abschnitt des Programmschemas, dessen Zielgruppe hauptsächlich oder ausschließlich Kinder und Jugendliche sind. Viele Anstalten des Hörfunks, des Fernsehens, der Filmbranche und zunehmend der Internetmedien, wie zum Beispiel Internetradio oder Internetfernsehen, stellen unter anderem ein solches Angebot bereit. Für den öffentlich-rechtlichen Rundfunk gehört ein auf Minderjährige zugeschnittener Programmblock zum Bildungsauftrag.

## Zum Bedarf des Kinder- und Jugendprogramms
Radio- wie auch Fernsehprogramme für Kinder lassen sich bis in die Anfänge dieser Medien zurückverfolgen und sind „im Alltag von Kindern fest verankert.“
Nach einer Studie der ORF Media research über das Jahr 2007 lag die TV-Tagesreichweite für die österreichischen 12- bis 19-Jährigen bei 53 %, das heißt, durchschnittlich jeder zweite Jugendliche sieht einmal täglich fern, was unter dem Bevölkerungsdurchschnitt (64 %) liegt, wobei von einer TV-Nutzungsdauer von 90 Minuten täglich ausgegangen werden kann. Der Radiokonsum liegt noch deutlich höher (77 %, bei 82,5 % für alle Altersstufen), und liegt mit knapp 110 Minuten (<2 Stunden) in ähnlichem Bereich wie Fernsehen, aber weit unter dem Bevölkerungsdurchschnitt von 200 Minuten. Es wird angenommen, dass die Mediennutzungsgewohnheiten in anderen mitteleuropäischen Ländern ähnlich sind, sodass Schulkinder und Jugendliche dort durchschnittlich etwa drei Stunden täglich für Unterhaltungsmedien aufwenden. Berücksichtigt man zusätzlich die Nutzung von Internetmedien, könnte diese Dauer noch höher ausfallen.
Seitens der Medienanbieter ist – abseits des Bildungsauftrags der öffentlich-rechtlichen Sender – ein enormes Interesse an Kindern und Jugendlichen als Zielpublikum spezifisch angepasster Werbung festzustellen.
Im Kontext der Medien kann für den Begriff ‚Kinderprogramm‘ die Altersstufe 5 bis 12/14 Jahre, für ‚Jugendprogramm‘ 10+, 12+ oder 14+ angenommen werden. Als wünschenswerte Merkmale für das Kinderradio führt Dieter Baacke 2006 folgende Punkte auf:
- kompetente Journalisten bei der Gestaltung von Kindernachrichten,
- Kompetenz bei Geschichten Erfindern und -Erzählern,
- Moderatoren-Persönlichkeiten,
- Serviceangebote für Kinder,
- die aktive Beteiligung der Kinder selbst.

In das Schema Kinder- und Jugendprogramm fallen Produktgattungen wie Kinderfilm, Jugendfilm, Kinderserie, Jugendserie, aber auch Problemfilme und Dokumentationen (Reportagen, Dokumentarfilme, Radio-Features) mit minderjährigen Protagonisten, sowie Formate wie Kindernachrichten und Shows für Kinder/Jugendliche (Spielshows, Bastelstunden, Infotainment und Ähnliches), genauso wie zahlreiche Spin-offs der Formate des Erwachsenenprogramms, des Weiteren auch Musik und Musikvideos der unter Kindern und Jugendlichen „angesagten“ Musik, sowie Jugendsport.
Als ebenso fließend wie zwischen den Konzepten ‚Programm für Kinder‘ und ‚für Jugendliche‘ ist heute auch die Abgrenzung zum Familienprogramm (Filme, Serien, Shows – engl. family entertainment) zu sehen.

## Kinder- und Jugendprogramm in den öffentlich-rechtlichen Sendeanstalten

### Österreich: Okidoki
Der ORF platziert das Kinder- und Jugendprogramm prominent im Vormittags- und Nachmittagsprogramm von ORF eins und hat mit dem Format Confetti TiVi, als werbe- und gewaltfreie Sendefläche seit 1994 ein Spartenprogramm für Kinder entwickelt. Das Programm wurde mit dem 13. September 2008 eingestellt und durch ein neues Sendeformat mit dem Namen Okidoki ersetzt. Daneben sind auch Familienfilme und Shows des Vorabend- und Abendprogramms diesem Programmschema zuzurechnen.
Das Angebot folgt § 4(1) ORF-Gesetz (ORF-G), der unter Ziffer 9. „die angemessene Berücksichtigung aller Altersgruppen“ und unter 11. „der Anliegen der Familien und der Kinder […]“ fordert. Insbesondere Aspekte des Jugendschutzes, der Werbung und der Produktplatzierung sind bundesrechtlich im ORF-Gesetz verankert.
Der ORF-Themenschwerpunkt: Kinder 19. und 26. Oktober 2008 erreichte 4,9 Millionen Zuschauer (63 Prozent der österreichischen TV-Bevölkerung).
Januar 2009 wurde in einer Entschließung des Nationalrates formuliert, „mit den Betreibern von Privatfernseh- und Privatradioanstalten in Gespräche einzutreten, um einen freiwilligen Verzicht auf Unterbrecherwerbung bei Kindersendungen und Kinderfilmen unabhängig von der Dauer zu erreichen.“

### Deutschland
In Deutschland wird das Kinder- und Jugendprogramm von ARD und ZDF getragen. Zentrales Konzept ist der Spartensender KiKA sowie die Kinderprogrammblöcke im ZDF, ZDFtivi, im Ersten, Check Eins und in den Dritten Fernsehprogrammen.

### arte Junior
Seit 2007 sendet auch der deutsch-französische kulturelle Spartensender arte samstags und sonntags von 8:00 bis 11:00 Uhr ein Jugendprogramm unter dem Titel arte Junior. Das Programmkonzept umfasst Abenteuer, Trickfilme, Naturfilme, Experimente (Forscherexpress von Peter Rabinger und Thomas Brezina).

### Schweiz
Im Schweizer Fernsehen (SF) wurden seit 1954 Kinderfernsehprogramme mit Sendungen wie „Bastelsendung“ und „Sonntagnachmittag zu Hause“ gezeigt. In den 1960er Jahren entstanden eine Redaktion für Kinderprogramme und eine für Jugendprogramme. Als erster deutschsprachiger Fernsehsender startete das Schweizer Fernsehen 1968 ein Vorschulprogramm für Kinder.
Mit dem Aufschalten des zweiten Schweizer Fernsehsenders im Jahr 1997 stieg die Anzahl der Kindersendungen an und es wurden überwiegend eingekaufte Trickfilme gesendet.